# Ubi primum (Leo XII.)
Ubi primum  ist die Antrittsenzyklika des Papstes Leo XII. vom 5. Mai 1824, er beschreibt in ihr seine Gedanken anlässlich der Übernahme seines Pontifikates. An das Beispiel seines großen Vorgängers, Leos des Großen (440–461), der in Demut sein Amt angetreten habe, werde auch er sich halten.

## Über sein Amt
Die Absicht seines Schreiben, so schreibt der Papst, sei es, seinen Brüdern seine Gedanken mitzuteilen, sie zu ermutigen und sie aufzufordern, die göttlichen Gebete zu beachten. Es sei auch seine Absicht, mit den Bischöfen zu sprechen und ernste Fragen zu bearbeiten. Der Schwerpunkt seiner Arbeit liege jedoch in der seelsorgerischen Betätigung. Weiterhin ruft er alle auf, die Dekrete und Anweisungen seiner Vorgänger treu zu erfüllen.

## An die Bischöfe und Kleriker
Seine Mitbrüder ruft er auf, persönlich zu regieren und ihre bischöflichen Pflichten treu zu erfüllen, der Papst nennt dann noch weitere Merkmale, wie Opferbereitschaft, Verwaltung der Sakramente, Predigten über Gottes Wort, väterliche Sorge und beispielhaftes Vorleben der christlichen Gebote. Die Vorschriften des Kanon und die Ergebnisse aus dem Konzil von Trient müssten in die Gemeinden und „unter die Herde“ gebracht werden, Bischöfe, die nicht in angemessener Art die Dekrete und Beschlüsse lehren und sie befolgen, würden dem gerechten Gericht zugeführt. In der Exhortatio warnt er seine Bischöfe vor Irrlehren, „bösen Büchern“, pseudophilosophischen Gelehrten, bösartigen Bibelauslegern und Sekten und ermahnt sie, diesem Übel zu widerstehen. Zugleich ermuntert er sie, standhaft gegen diese Ketzer vorzugehen.